# مارتن تايلور (لاعب كريكت)
مارتن تايلور (10 أبريل 1957 - ) (بالإنجليزية: Martin Taylor)‏ هو لاعب كريكت بريطاني.